# Braunschweiger Straße 1–10, 98–108

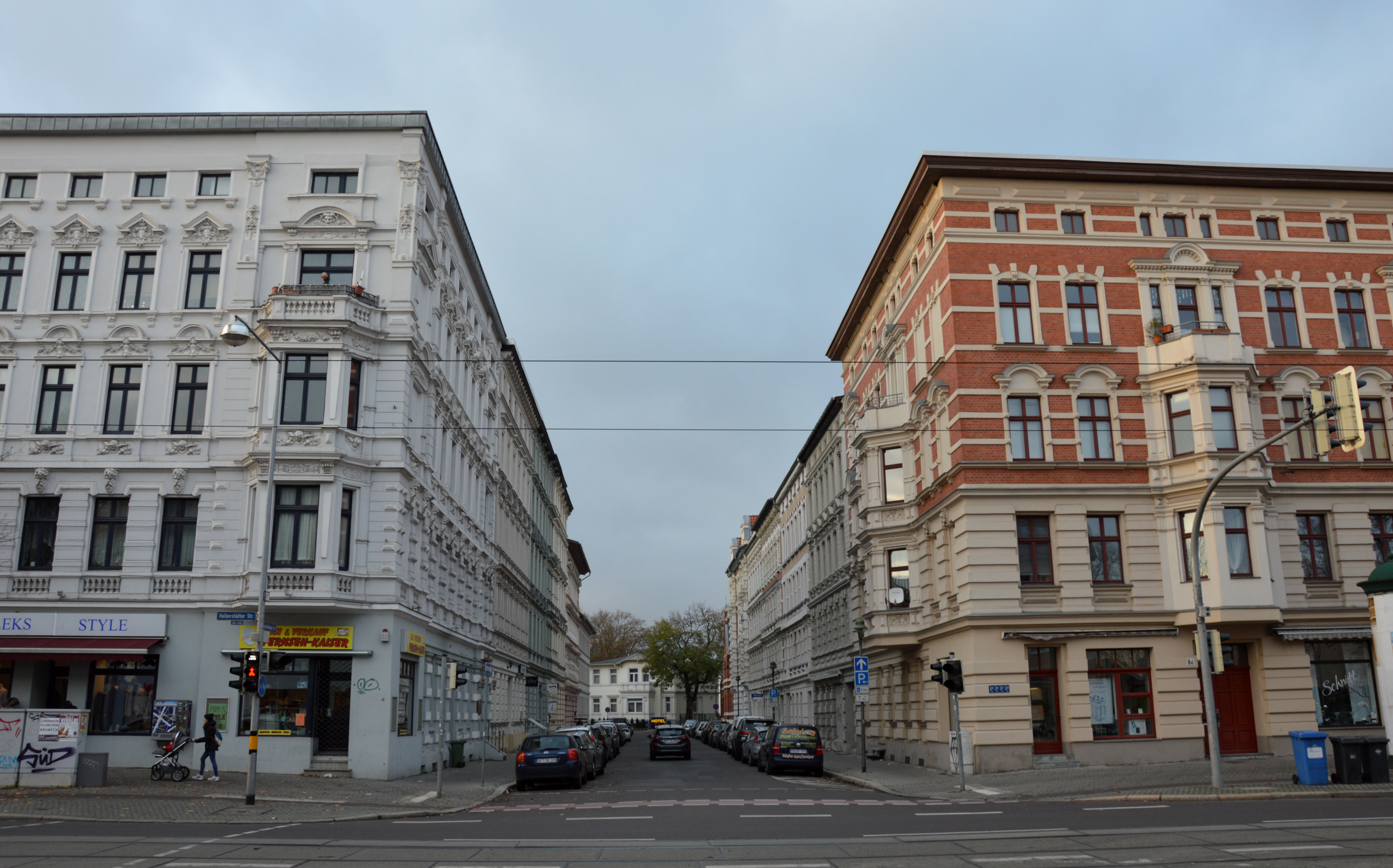
Blick von der Halberstädter Straße in die Braunschweiger Straße

Braunschweiger Straße 1–10, 98–108 ist ein denkmalgeschützter Straßenzug in Magdeburg in Sachsen-Anhalt.

## Lage
Er umfasst das östliche Ende der Braunschweiger Straße im Magdeburger Stadtteil Sudenburg, bis hin zur Einmündung der Straße auf die Halberstädter Straße. Zum Denkmalbereich gehören als Einzeldenkmale auch die Gebäude Braunschweiger Straße 1, 2, 3, 4, 5, 6, 8, 9, 10, 99, 100, 101, 102, 103, 104, 105, 106, 107 und Braunschweiger Straße 108, Halberstädter Straße 88.

## Architektur und Geschichte
Der ursprünglich als Neuer Weg bezeichnete Straßenzug umfasst beiderseits eine weitgehend erhaltene gründerzeitliche Bebauung, die ab 1885 entstand. Die zwei- bis fünfgeschossigen Gebäude sind repräsentativ gestaltet und als Wohn- und Geschäftshäuser in Form einer Blockrandbebauung errichtet. Die Fassaden sind überwiegend im Stil der Neorenaissance ausgeführt und mit einer starker Gliederung versehen. Besonders bemerkenswert sind die als Point de vue an einer Biegung der Straße angeordneten Häuser Nummer 6, 7, ehemals Wohnhaus der Bediensteten der Villa Wolf und die im Stil des Spätklassizismus gestaltete Nummer 8.
Im örtlichen Denkmalverzeichnis ist die Straßenzug unter der Erfassungsnummer 094 81925 als Denkmalbereich verzeichnet.
Der Straßenzug gilt als stadtbaugeschichtlich bedeutsames Zeugnis der städtebaulichen Entwicklung Sudenburgs während der Industrialisierung der Gründerzeit.